# Kelly van Zon
Kelly van Zon, née le 15 septembre 1987 à Oosterhout (Pays-Bas), est une pongiste handisport néerlandaise concourant en classe 7 pour les athlètes ayant un handicap au niveau du bras tenant la raquette mais également chez les valides. Elle est quadruple championne paralympique de sa catégorie (2012, 2016, 2020, 2024).

## Biographie
Van Zon est née avec un problème à la hanche gauche et une différence de 11 cm entre ses deux jambes. Elle commence le tennis de table à l'âge de 9 ans.

## Carrière
Pour ses premiers Jeux en 2008, Kelly van Zon remporte une médaille de bronze puis, quatre ans plus tard, elle décroche son premier titre paralympique.
Lors des Jeux de 2016, elle conserve son titre paralympique en battant la Turque Kübra Korkut en finale. Lors de leur match de poule, elle créé la sensation en rattrapant une balle envoyée loin de la table et la vidéo devient virale,,.
À Tokyo en 2021, elle rafleson troisième titre paralympique d'affilée en battant la Russe Viktoriia Safonova 3 sets à 2 (11-8, 3-11, 4-11, 11-5, 11-8). Elle remporte également l'argent par équipes classe 7-8 avec sa compatriote Frederique van Hoof.

## Palmarès

### Jeux paralympiques
- médaille d'or en individuel classe 7 aux Jeux paralympiques d'été de 2012 à Londres
- médaille d'or en individuel classe 7 aux Jeux paralympiques d'été de 2016 à Rio de Janeiro
- médaille d'or en individuel classe 7 aux Jeux paralympiques d'été de 2020 à Tokyo
- médaille d'argent par équipes classe 7-8 aux Jeux paralympiques d'été de 2020 à Tokyo
- médaille de bronze en individuel classe 7 aux Jeux paralympiques d'été de 2008 à Pékin

### Championnats du monde
- médaille d'or en individuel classe 7 aux Championnats du monde 2010 à Gwangju
- médaille d'or en individuel classe 7 aux Championnats du monde 2014 à Pékin
- médaille d'or en individuel classe 7 aux Championnats du monde 2018 à Laško
- médaille d'argent en individuel classe 6-7 aux Championnats du monde 2006 à Montreux

## Distinctions
- 2012 : Chevalière de l'Ordre d'Orange-Nassau[1]